# Duchów (rejon krzemieniecki)
Duchów (ukr. Духів) – wieś na Ukrainie, w obwodzie tarnopolskim, w rejonie krzemienieckim.
Przed 1939 r. futor Duchów, przynależność administracyjna: gmina Bereźce, powiat krzemieniecki, województwo wołyńskie.